# Горячее чтение
Горячее чтение — набор приёмов для создания видимости сверхъестественного знания о человеке, основанное на заранее полученной информации о добровольце. Это может быть целенаправленный сбор сведений (в соцсетях и других источниках), «случайная» встреча ассистента с «подопытным» накануне чтения, обрывки разговоров, которые иллюзионист услышал до общения с добровольцем, и любые другие варианты.
Например, до начала магических шоу в толпе настоящих зрителей часто присутствуют сборщики информации, которые внимательно слушают разговоры вокруг и передают их менталисту. Другой пример — «ясновидящая», зная, что к ней придет клиент, может найти сведения о нём в интернете.

## Тёплое чтение
Помимо горячего и холодного, некоторые специалисты выделяют тёплое чтение. Данный термин распространён гораздо меньше, и его можно назвать частным случаем чтения холодного. Так, под техникой теплого чтения часто понимают использование на добровольцах эффекта Барнума, то есть формулировку настолько расплывчатых и статистически вероятных фраз, что они не могут не оказаться правдой. При этом из всего сказанного испытуемые фокусируются на вещах, касающихся именно их. В итоге они считают такие общие характеристики точной информацией, о которой медиум не мог знать заранее.